# ワールドゲームズソフトボール競技
ワールドゲームズソフトボール競技は、ワールドゲームズ（英: The World Games、略称: TWG）におけるソフトボール競技。

## 概要
国際ワールドゲームズ協会（IWGA）創設時に採用された競技のうちの1つ。1981年サンタクララ大会（男女とも）、1985年ロンドン大会（女子のみ）と、第1回ワールドゲームズから2大会連続で正式競技として実施された。その後、国際オリンピック委員会によってソフトボールが1996年アトランタオリンピックの正式競技に採用されたためワールドゲームズの競技からは外れていたが、2008年北京オリンピックを最後にソフトボールがオリンピック競技から除外されたことを受け、2009年高雄大会、2013年カリ大会では公開競技として実施された。
2022年バーミングハム大会（女子のみ）では37年ぶりにワールドゲームズの正式競技として復活した。この大会はWBSCからも女子ソフトボールの世界タイトルとして公認を受けている。バーミングハム大会において、ソフトボール競技は1種目・1試合あたりの観客動員数が大会全体を通して最多を記録するなど成功を収めたことから、2025年成都大会では男女ともに正式競技として実施されることが決定した。

## 歴代結果

### メダル獲得国
| 回   | 開催年 | 開催地         | チーム数 | 優勝                | 準優勝               | 3位                  | 備考              |
| 女子 | 女子   | 女子           | 女子     | 女子                | 女子                 | 女子                 | 女子              |
| ---- | ------ | -------------- | -------- | ------------------- | -------------------- | -------------------- | ----------------- |
| 1    | 1981   | サンタクララ   | 4        | アメリカ            | カナダ               | バハマ               |                   |
| 2    | 1985   | ロンドン       | 5        | アメリカ            | チャイニーズタイペイ | オランダ             | [ 注 1 ]          |
| 8    | 2009   | 高雄           | 6        | 日本                | チャイニーズタイペイ | 韓国                 | [ 注 2 ] [ 注 1 ] |
| 9    | 2013   | カリ           | 6        | キューバ            | ベネズエラ           | コロンビア           | [ 注 2 ]          |
| 11   | 2022   | バーミングハム | 8        | アメリカ            | 日本                 | チャイニーズタイペイ | [ 注 3 ]          |
| 12   | 2025   | 成都           | 8        | 不明の旗            | 不明の旗             | 不明の旗             |                   |
|      |        |                |          |                     |                      |                      |                   |
| 男子 |        |                |          |                     |                      |                      |                   |
| 1    | 1981   | サンタクララ   | 4        | アメリカ合衆国      | アメリカ合衆国 II    | カナダ               | [ 注 4 ]          |
| 12   | 2025   | 成都           | 8        | アメリカ合衆国 日本 | －                   | カナダ ベネズエラ    | [ 注 5 ] [ 6 ]    |

### 出場国結果一覧
| 開催年 | 優勝          | 準優勝      | 3位               | 4位            | 5位          | 6位          | 7位            | 8位          | 備考     |
| 女子   | 女子          | 女子        | 女子              | 女子           | 女子         | 女子         | 女子           | 女子         | 女子     |
| ------ | ------------- | ----------- | ----------------- | -------------- | ------------ | ------------ | -------------- | ------------ | -------- |
| 1981   | アメリカ      | カナダ      | バハマ            | Cタイペイ      | －           | －           | －             | －           |          |
| 1985   | アメリカ      | Cタイペイ   | オランダ          | 日本           | ベルギー     | －           | －             | －           |          |
| 2009   | 日本          | Cタイペイ   | 韓国              | ロシア         | カナダ       | シンガポール | －             | －           | [ 注 2 ] |
| 2013   | キューバ      | ベネズエラ  | コロンビア        | グアテマラ     | アルバ       | アルゼンチン | －             | －           | [ 注 2 ] |
| 2022   | アメリカ      | 日本        | Cタイペイ         | オーストラリア | プエルトリコ | カナダ       | イタリア       | メキシコ     | [ 注 3 ] |
| 2025   | 不明の旗      | 不明の旗    | 不明の旗          | 不明の旗       | 不明の旗     | 不明の旗     | 不明の旗       | 不明の旗     |          |
|        |               |             |                   |                |              |              |                |              |          |
| 男子   |               |             |                   |                |              |              |                |              |          |
| 1981   | アメリカ      | アメリカ II | カナダ            | バハマ         | －           | －           | －             | －           | [ 注 4 ] |
| 2025   | アメリカ 日本 | －          | カナダ ベネズエラ | －             | アルゼンチン | チェコ       | オーストラリア | シンガポール | [ 注 5 ] |